# 荒井裕樹
荒井 裕樹（あらい ゆうき、1976年8月23日 - ）は、日本の弁護士。東京永和法律事務所に在籍中に、升永英俊とともに青色発光ダイオードの中村修二原告側弁護団を担当した。

## 人物
埼玉県出身。父親も弁護士。埼玉県立川越高等学校、東京大学法学部卒業。在学中に司法試験に合格。司法修習（53期）終了後、2000年10月、第一東京弁護士会にて弁護士登録。東京永和法律事務所に入所して升永英俊の下で経験を積む。著書に『プロの論理力!』（祥伝社）がある。
2004年に青色発光ダイオードの中村修二原告の弁護を担当し、一審で勝訴し話題となった（二審で和解）。
2007年11月からは、ブックフィールドキャピタル株式会社にも所属（現在は共同最高経営責任者）。2008年6月30日をもって東京永和法律事務所が解散した後は、TMI総合法律事務所には移籍せずに、ブックフィールドキャピタル法律事務所として登録している。2010年、ニューヨーク大学にて経営学修士を取得。
2012年にパチスロ機メーカーユニバーサルエンターテイメントの岡田和生とウィン・リゾーツのスティーブ・ウィンとの各種法廷闘争でユニバーサルエンターテインメント側の代理人等を担当し、のちにユニバーサルエンターテイメントの監査役に就任。
現在、株式会社WealthManagement代表取締役社長。コンサルタント、ファンドマネージャー、投資家として活動。
https://wealth-management.jp/lawyer.html
２０２４年１２月１７日に第一東京弁護士会は、非弁行為で業務停止3カ月の懲戒処分を科した。　２０２５年２月現在、所属事務所からも名前が抹消されている。https://www.asahi.com/articles/ASSDK1HS9SDKUTIL00HM.html　

## 著書
- 『プロの論理力! トップ弁護士に学ぶ、相手を納得させる技術』祥伝社, 2005.9　のち黄金文庫
- 『世界基準の「論理力」 武器としてのロジカルシンキング!』日経BP社, 2012.8

## メディア出演
- 情熱大陸（毎日放送、2006年12月3日放送分）
- 加藤浩次の本気対談!コージ魂!!（BS日テレ、2014年4月27日放送分）